# MIDIコントローラー
MIDIコントローラー（ミディコントローラー、英: MIDI controller）とは、MIDI規格を利用した電子楽器の演奏や、MIDI規格を利用した諸機器の制御に用いる入力機器（ヒューマン・インタフェース・デバイス）の総称である。

## 概要

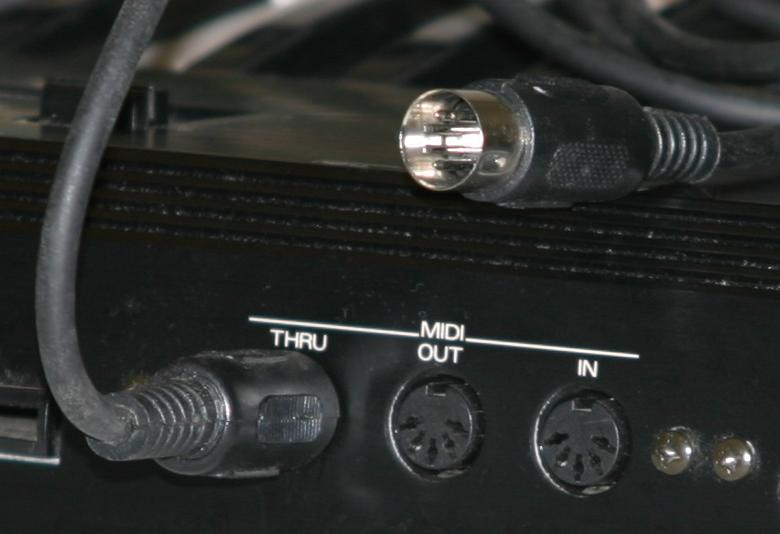
MIDI機器の接続に多く用いられる5ピンDINコネクター

MIDIコントローラーは人間による操作（演奏など）をMIDIメッセージとしてリアルタイムに送信する機能を持った機器である。電子楽器にもMIDI送受信が可能なものがあるが、MIDIコントローラーはとりわけMIDI送信を目的とした機器である。純粋な単機能のMIDIコントローラーは、楽器やミキサーの形態をしていたとしても、それ自体は音信号を扱わない。
MIDIコントローラーは演奏の目的のほか、マルチトラック・レコーダーなどの再生記録機器の駆動の遠隔制御や、ミキシングや調光といったパラメーターの遠隔制御にも用いられる。1991年には舞台装置制御のMIDIメッセージ仕様を取り決めたMIDIショーコントロール (MSC) 規格が定義されており、舞台照明の制御機器にもMIDI規格を採用したものがある。
MIDI機器間の接続には一般的に5ピンDINコネクターが用いられるが、コンピューターをホストとしたデスクトップミュージック用途のものでは、USBやIEEE 1394 (FireWire)、イーサネットなどで接続するものもある。

## MIDIコントローラーの例
市場には様々なMIDIコントローラーが存在するが、この節では形態別に分類した。

### 鍵盤型
鍵盤型MIDIコントローラーは、鍵盤楽器演奏に適した鍵盤を備え、鍵の押し下げ操作によってノートオン／ノートオフのMIDIメッセージを送信する。ベロシティ（イニシャルタッチ）対応のものでは鍵操作の強弱（押し下げ速度）に応じてノートオンメッセージのベロシティ値が変化し、演奏の抑揚を伝達する。アフタータッチ対応のものでは鍵を押し込む圧力の変化により、チャンネルプレッシャー／ポリフォニックキープレッシャーの可変値MIDIメッセージを連続的に送信する。
鍵のサイズは標準サイズのものから小型のものもあり、鍵数もピアノ同等の88鍵に限らず多様である。鍵の動作機構には、比較的廉価でタッチの軽いばねによるシンセアクション方式や、重りを加えたセミウェイテッド方式、アコースティックピアノの鍵の構造に似せたハンマーアクション方式などがある。
演奏の補助として、ピッチベンド／モジュレーションのMIDIメッセージを送信するホイール／レバー／リボンコントローラー／タッチパッドを備えるものや、ペダルを接続してダンパーペダル（サステイン）のMIDIメッセージを送信可能なものもある。デスクトップミュージック用ではコントロールサーフェスやパッドの機能を併せた構成のものもある。

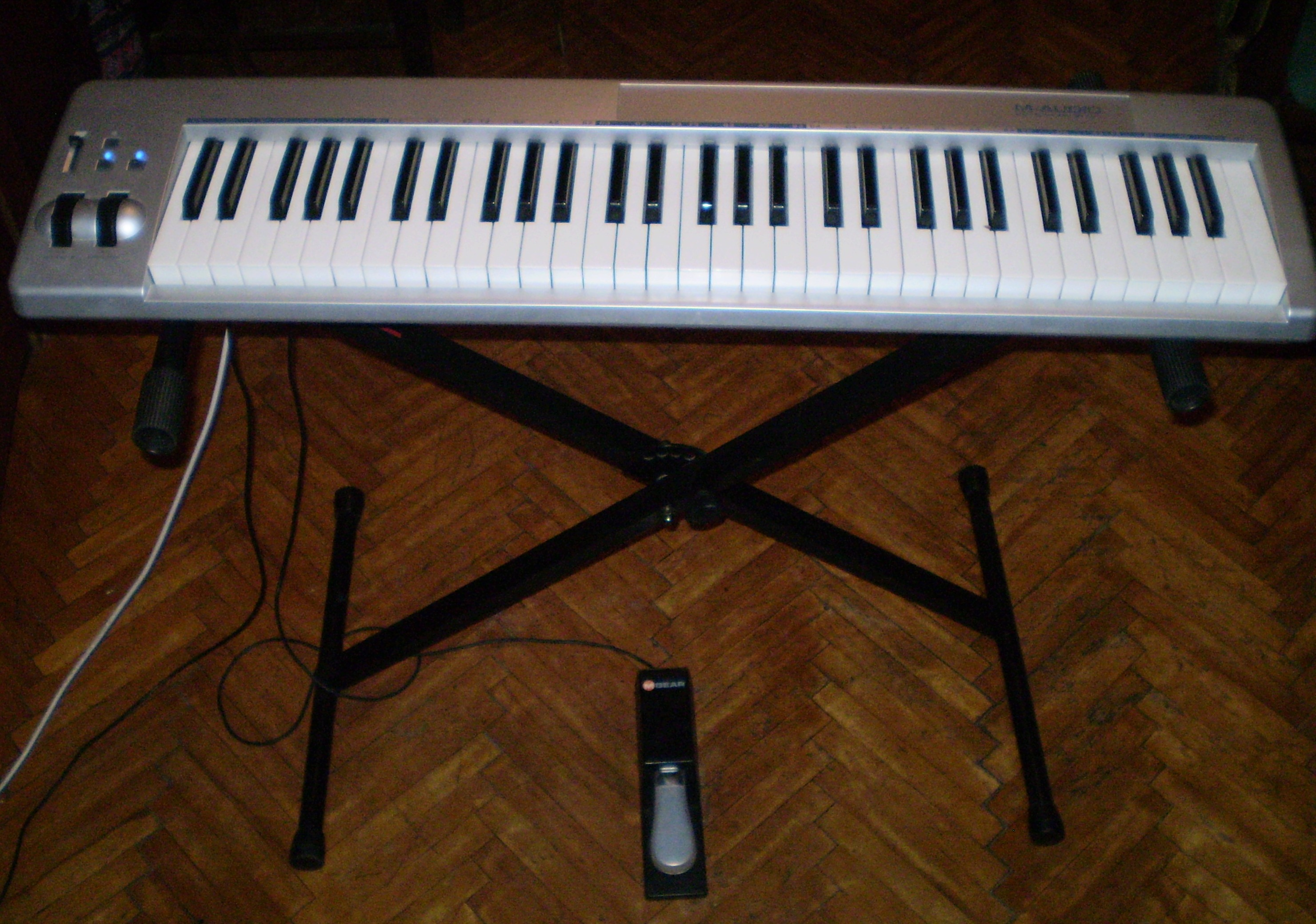
2つのホイールを備えた鍵盤型MIDIコントローラー。ペダルが接続されている。
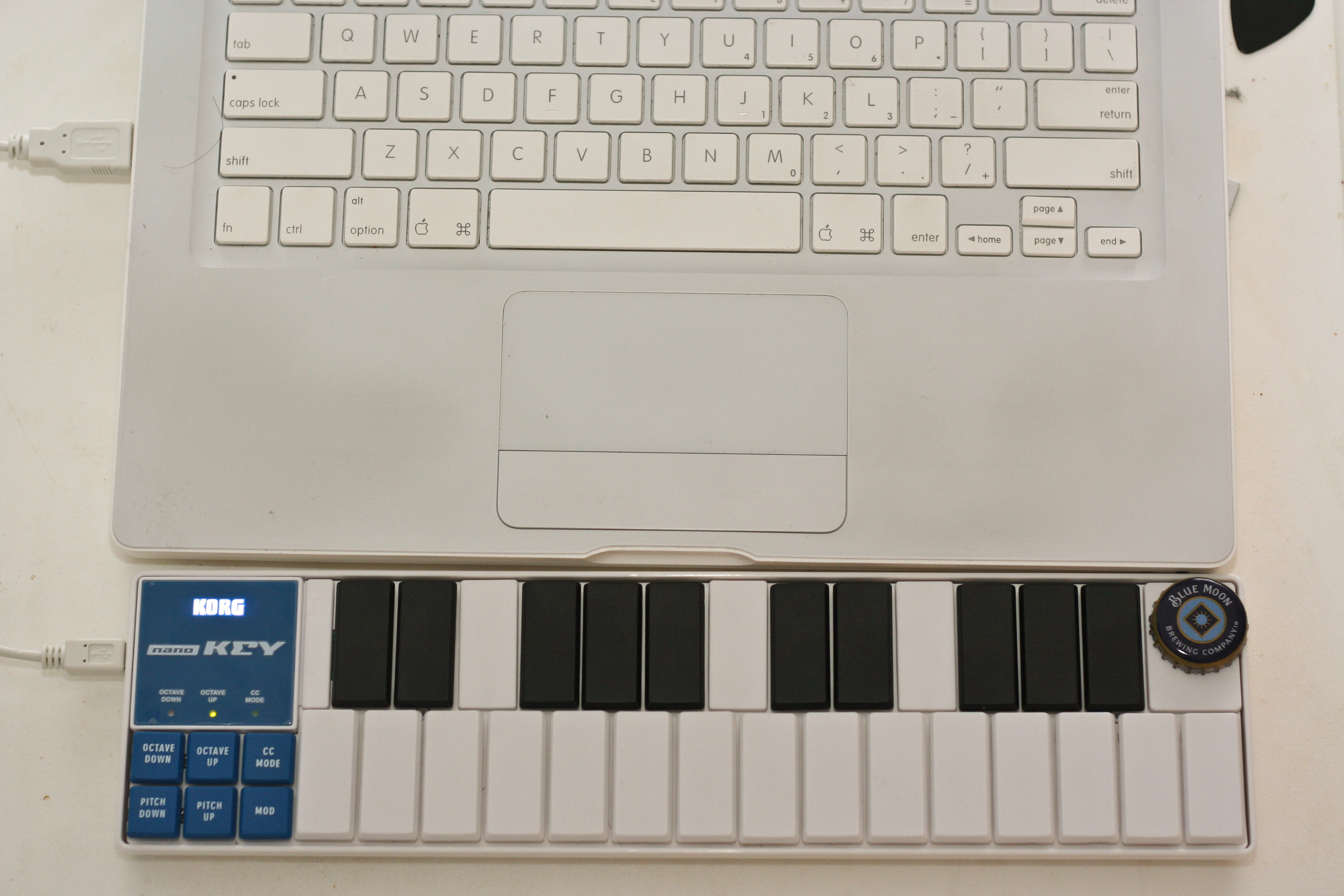
小型の鍵盤型MIDIコントローラー（下）。
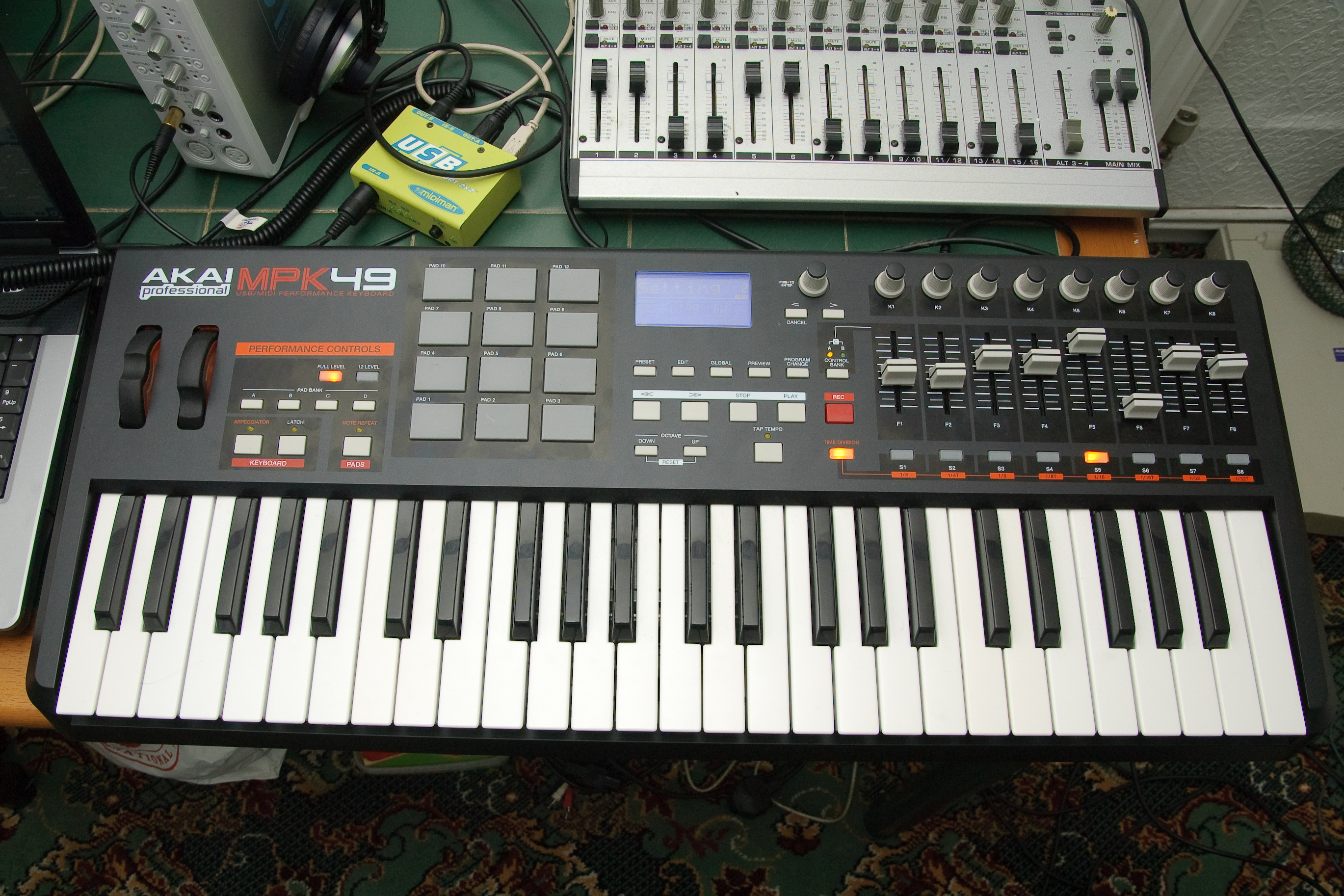
多機能な鍵盤型MIDIコントローラー（中央）。

### パッド型
パッド型MIDIコントローラーは、打楽器演奏に適したパッドを備え、パッドを叩く操作によってノートオン／ノートオフのMIDIメッセージを送信する。ベロシティ対応のものではパッドを叩く強弱に応じてノートオンメッセージのベロシティ値が変化し、演奏の抑揚を伝達する。プレッシャー対応のものではパッドを押し込む圧力の変化により、チャンネルプレッシャー／ポリフォニックキープレッシャーの可変値MIDIメッセージを連続的に送信する。
指で叩く小型のパッドが並んだ形態のものもあれば、手で叩く形態のものもあり、ドラムセット（電子ドラム、サイレントドラム）の形態をしているものもある。

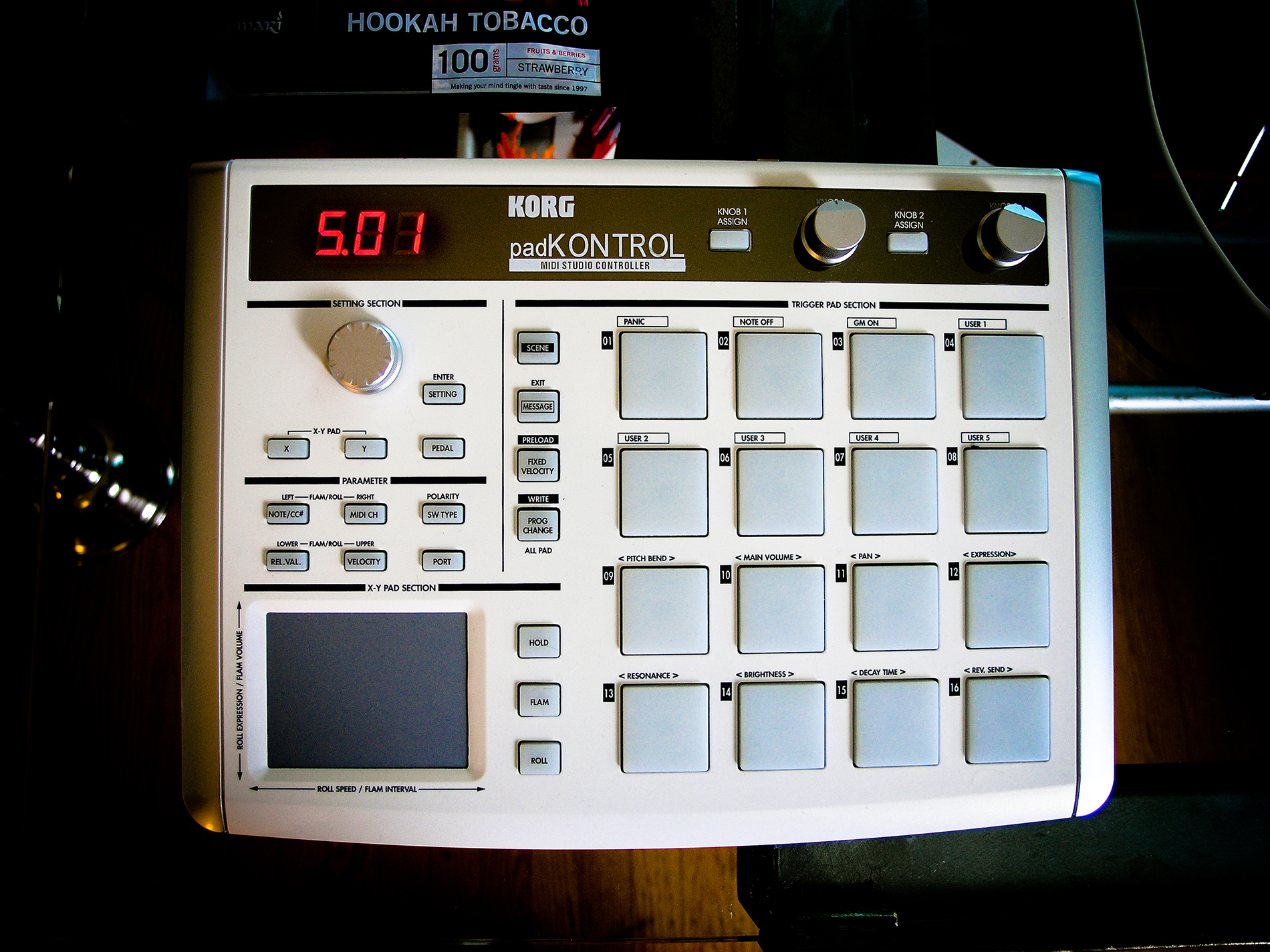
指で叩くパッド型MIDIコントローラー。
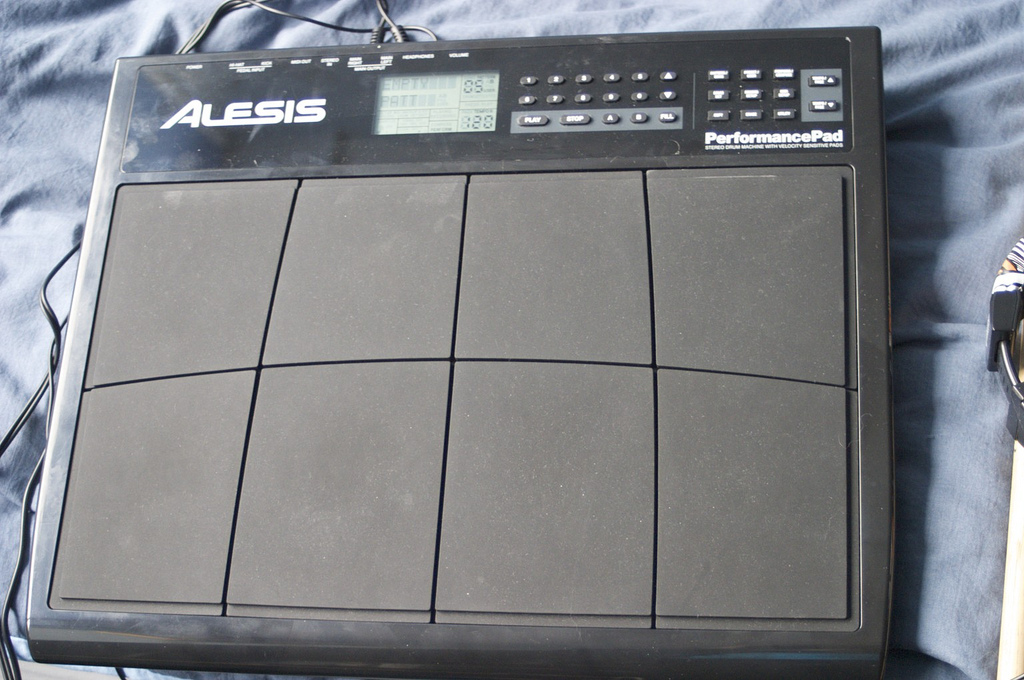
ドラムスティックで叩くパッドを備えた、MIDI送信可能なドラムマシン。
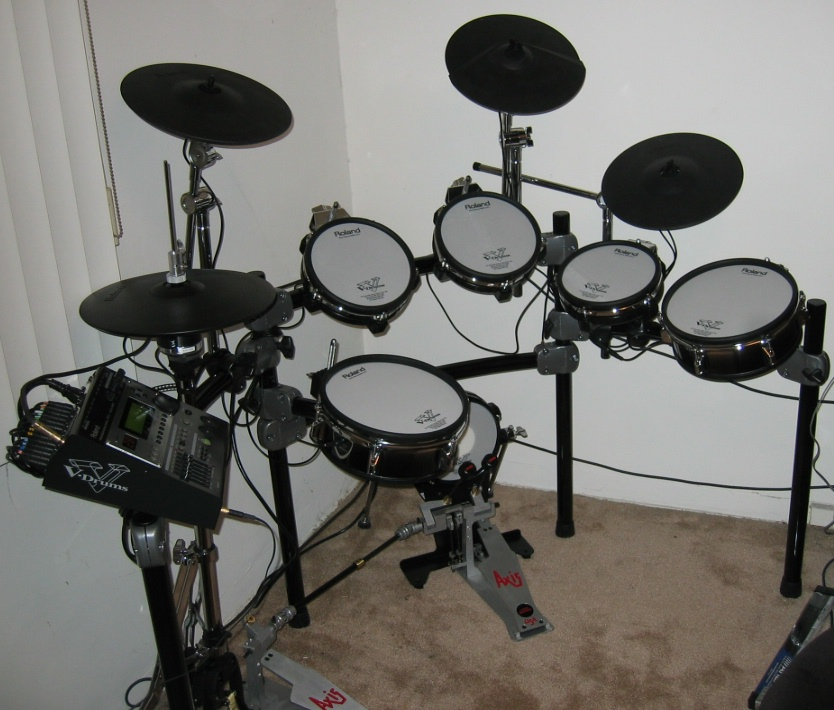
MIDI送信可能な電子ドラムセット。

### ブレスコントローラー型
ブレスコントローラー（ウインドコントローラー）型MIDIコントローラーは、管楽器演奏に適したマウスピースとキーを備え、マウスピースに吹き込まれる息の圧力の変化によりブレスコントロールの可変値MIDIメッセージを連続的に送信し、キー操作と合わせてノートオン／ノートオフのMIDIメッセージを送信する。
ヤマハ『EZ-TP』のように息ではなく声の音程・音量を解析して演奏する、MIDI送信可能な管楽器型電子楽器もある。

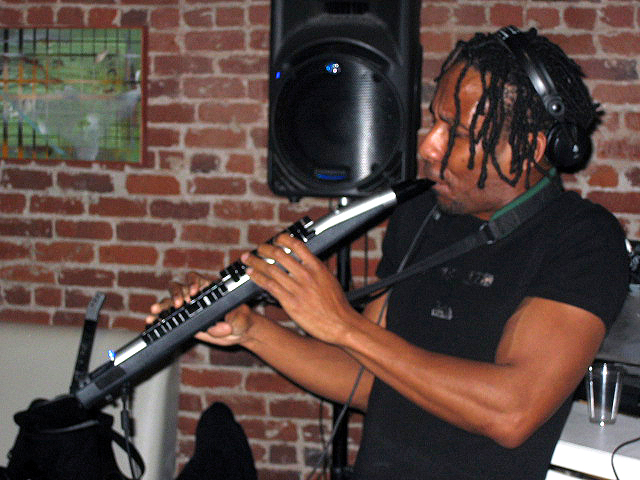
ブレスコントローラーを演奏する男性。
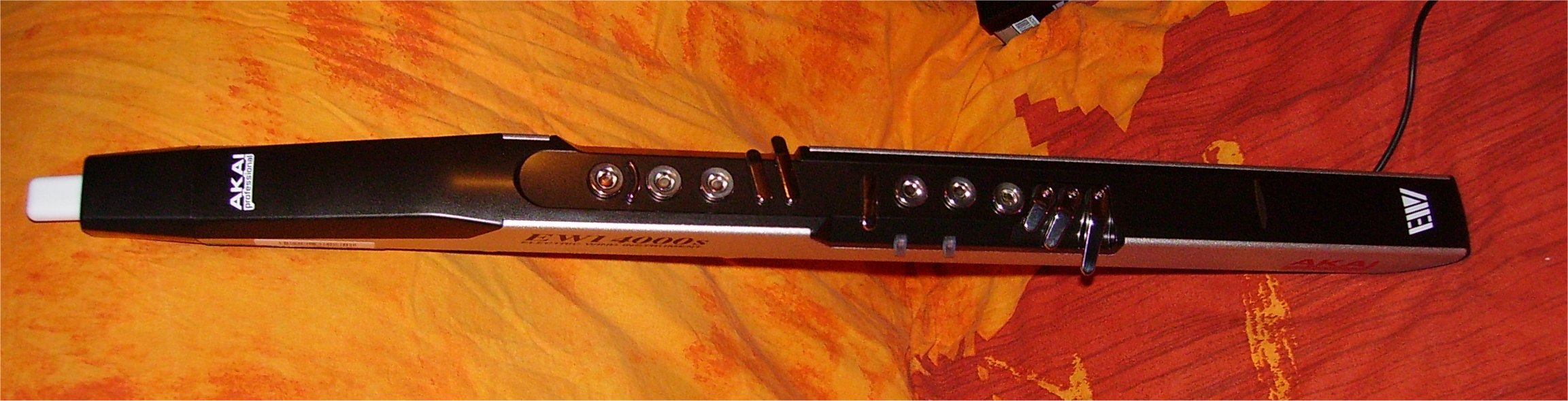
MIDI送信可能なウインドシンセサイザー。

### ギター／ベース型
デジタルギターやモデリングギター／ベースには、演奏をMIDIメッセージとして送信可能なものがある。ピックアップなどからの音信号をMIDI信号へ変換するコンバーターもある。

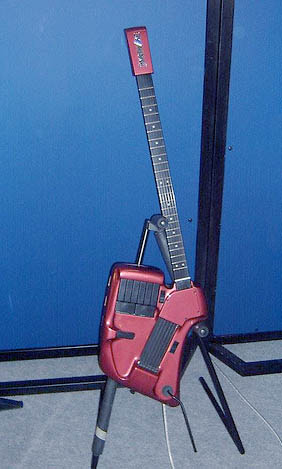
1980年代に製造されたギター型MIDIコントローラー『SynthAxe』（en:SynthAxe）。
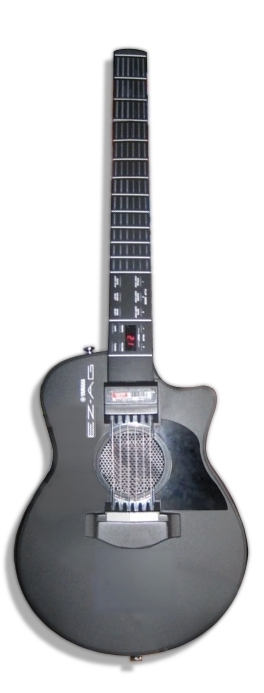
MIDI送信可能なデジタルギター。
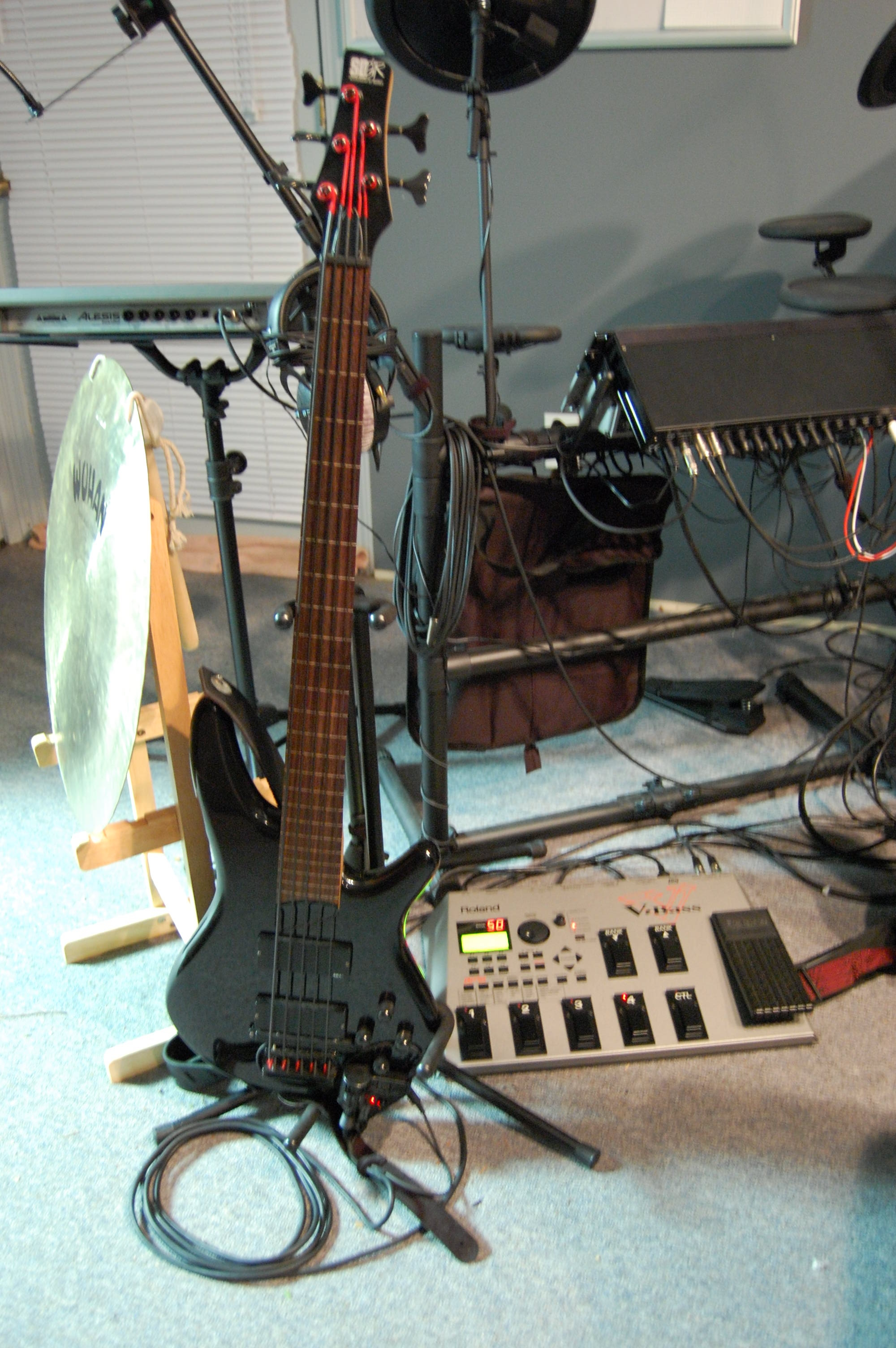
MIDI送信可能なモデリングベースシステムが装着されたエレクトリックベース。

### フットスイッチ／ペダル型
フットスイッチ／ペダル型MIDIコントローラーは、主に足元で演奏の補助をする際に用いられる。エフェクターの切り替えなどに用いられるフットスイッチ、ボリュームやワウの制御などに用いられるペダル、オルガンと併用する足鍵盤などがある。ペダル型のものでは踏み込みの深さの変化により、可変量MIDIメッセージを連続的に送信し、操作の強弱を伝達するものもある。

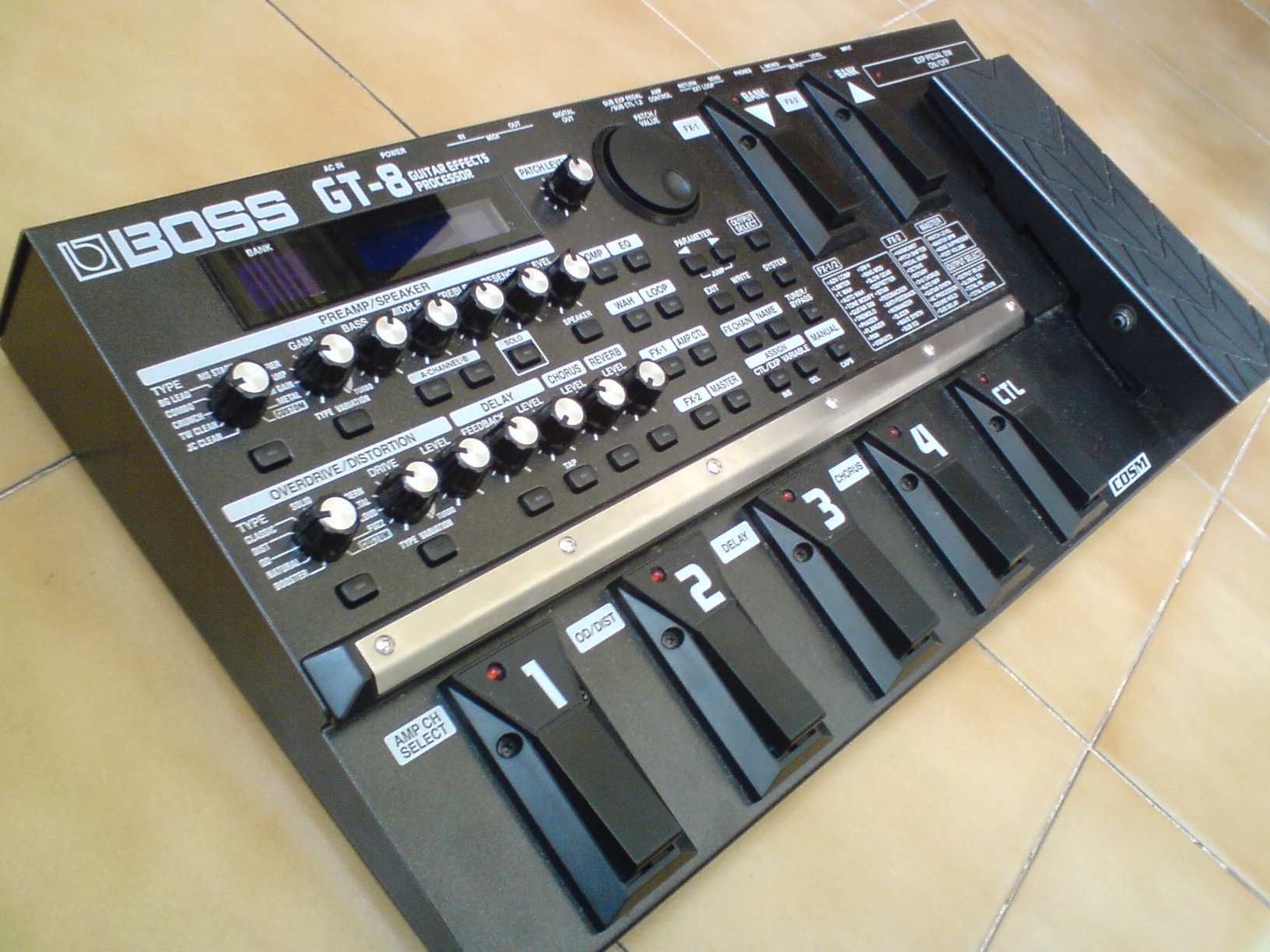
MIDI送信可能なフットスイッチ／ペダル型のギター用エフェクター。

### コントロールサーフェス型
コントロールサーフェス（フィジカルコントローラー）型MIDIコントローラーは、ミキサーと同様にフェーダー／パン／ソロ／ミュートなどの操作用のスライダー／ロータリーエンコーダー／スイッチなどを備える。操作によって送信するMIDIメッセージは機種によって多様であるが、事実上の共通プロトコルとして、Mackie社の『Human User Interface』（HUI）または『Mackie Control』と同等のMIDIメッセージマッピングが用いられることがある（HUI／Mackie Controlエミュレーションモード）。
フィードバック対応のものでは、該当の操作子がサーボモーターや自照式インジケーターによってオートメーション可能になっており、ホストシステム（デジタル・オーディオ・ワークステーションなど）からMIDIメッセージを受信することで、操作子や表示部がホストシステム側のパラメーターを反映して連動する。タッチセンス対応のものでは、該当の操作子が指の接触を感知可能になっており、接触に応じてオートメーション動作を中断して手動操作に切り替えるといったことができる。
コントロールサーフェス型MIDIコントローラーには、トランスポート操作部が備えられているものもある。トランスポート操作部はミュージックシーケンサーやデジタル・オーディオ・ワークステーション、マルチトラック・レコーダーといった再生記録機器の駆動を制御するもので、再生／停止／巻き戻し／早送り／記録などを操作するボタン／ホイールなどを備える。トランスポートの操作によって、MIDIマシンコントロール（MMC）のMIDIメッセージを送信する。

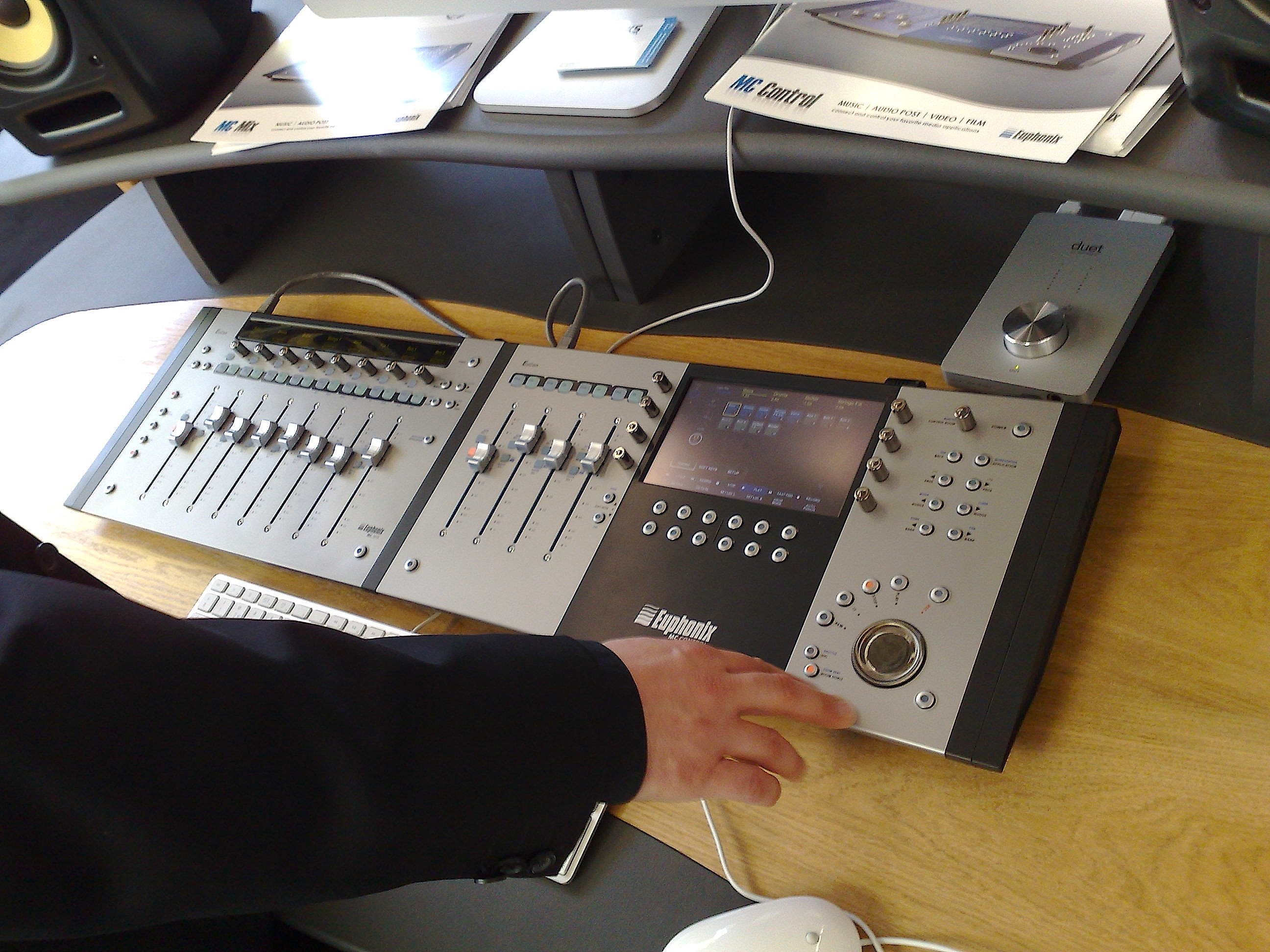
コントロールサーフェス型MIDIコントローラー。
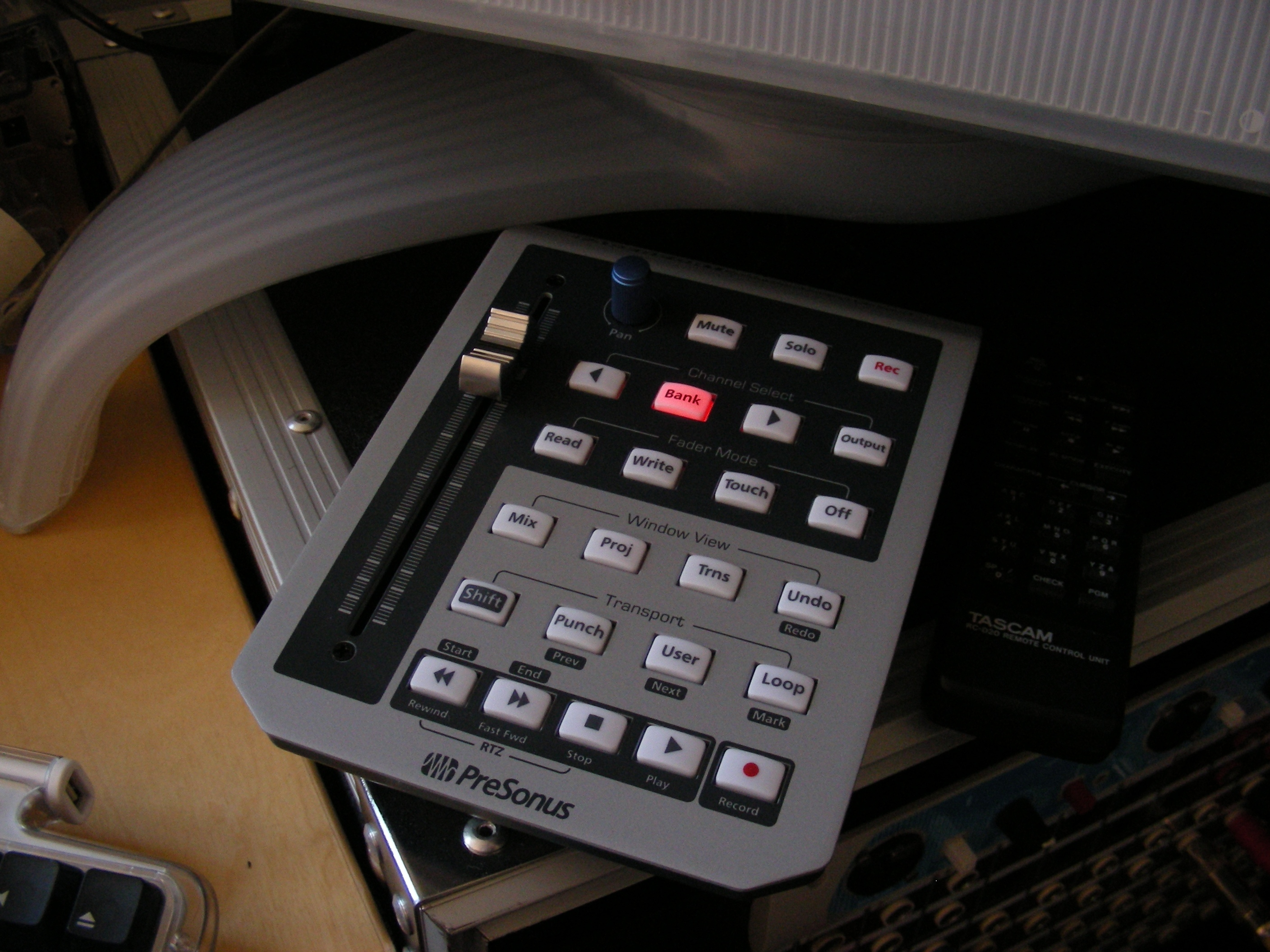
チャンネル選択式のコントロールサーフェス型MIDIコントローラー。
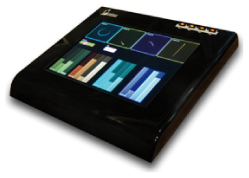
タッチパネルによるコントロールサーフェス型MIDIコントローラー。
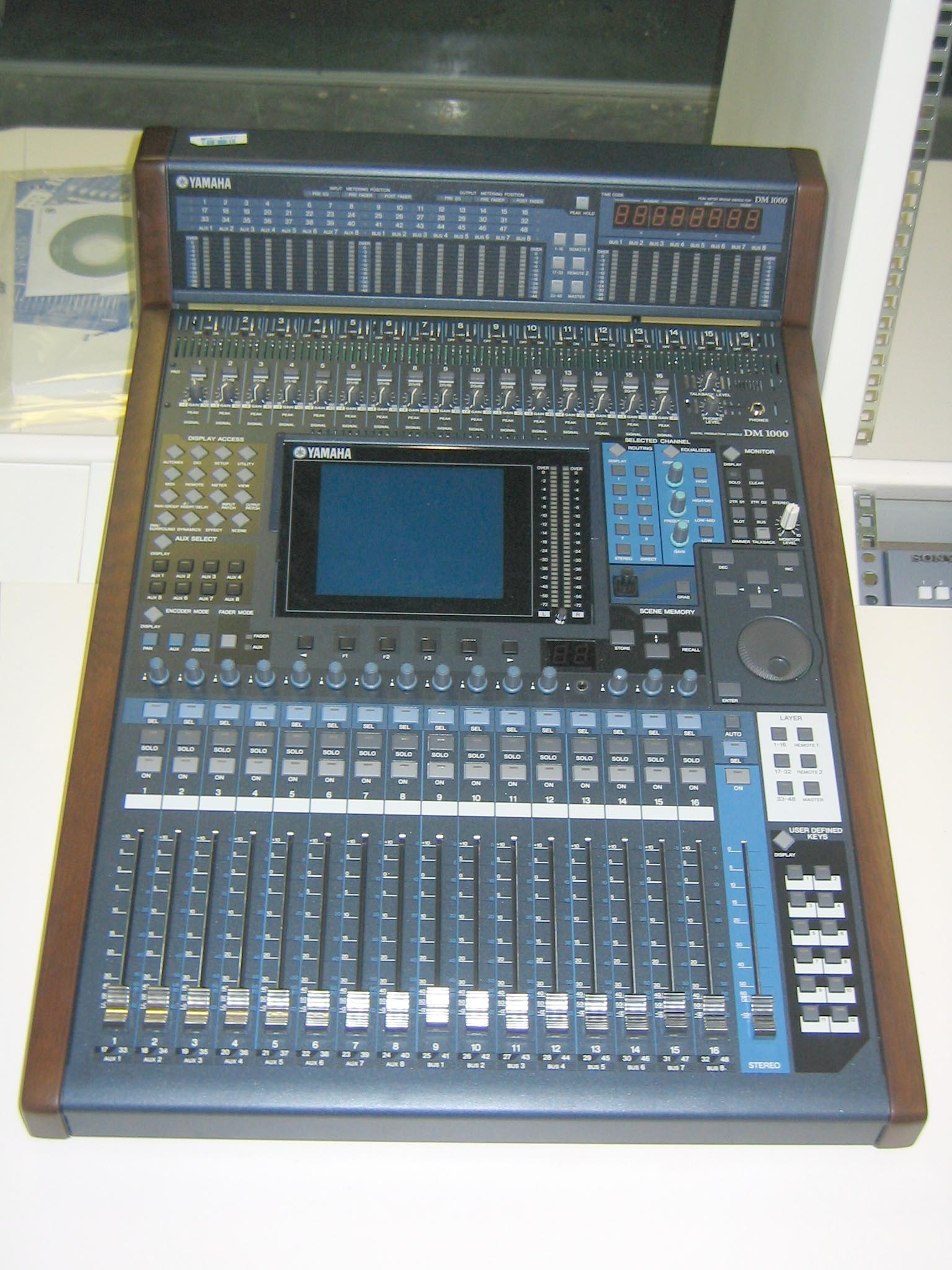
デジタルミキサーにもMIDI送信可能なものがある。

### そのほか
そのほか、多数配置されたスイッチを操作するものや、テルミンのような非接触センサーによる操作をMIDIに変換して送信するものなどがある。

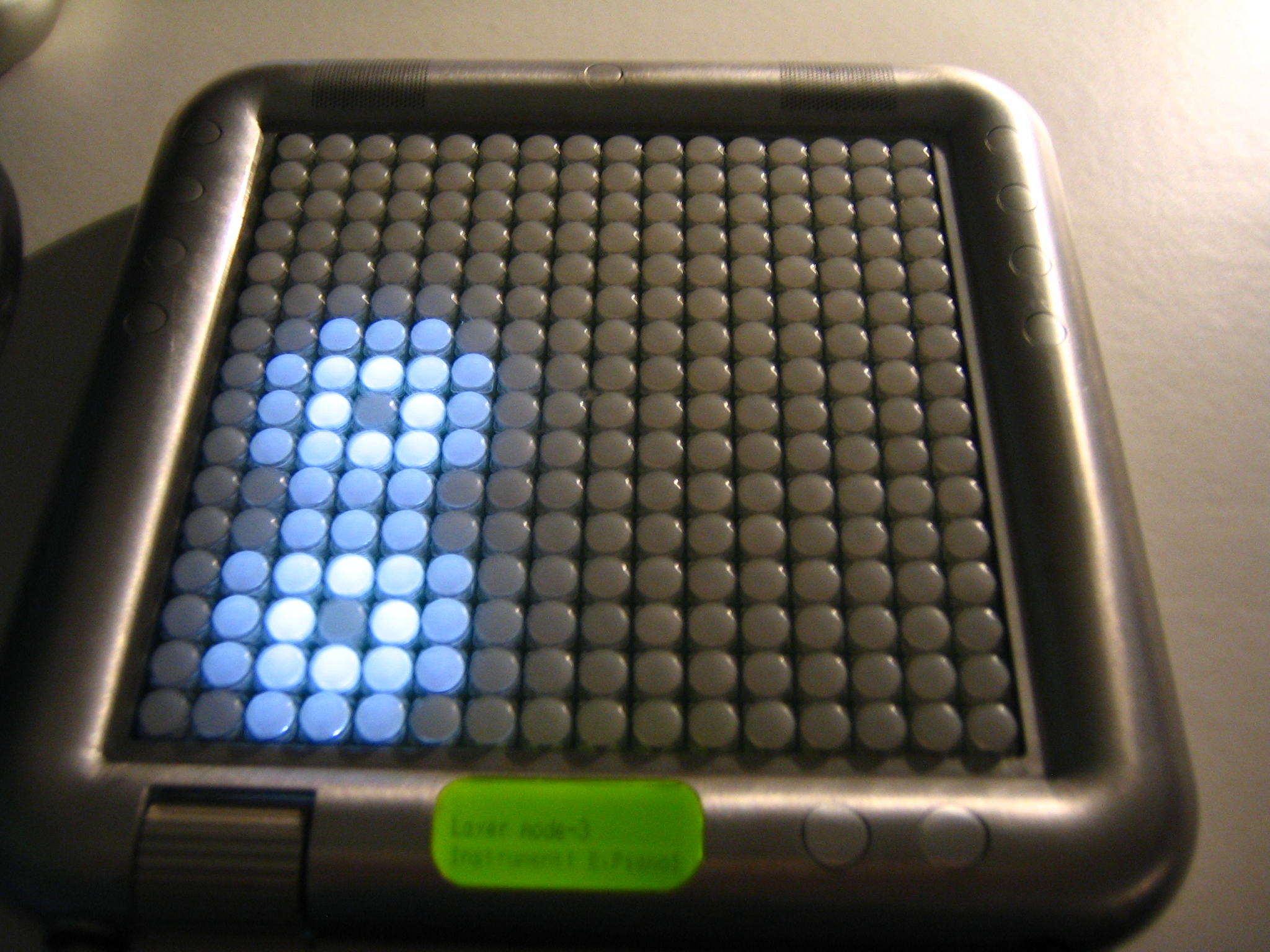
格子状に配置されたボタンによるMIDI送信可能な電子楽器。
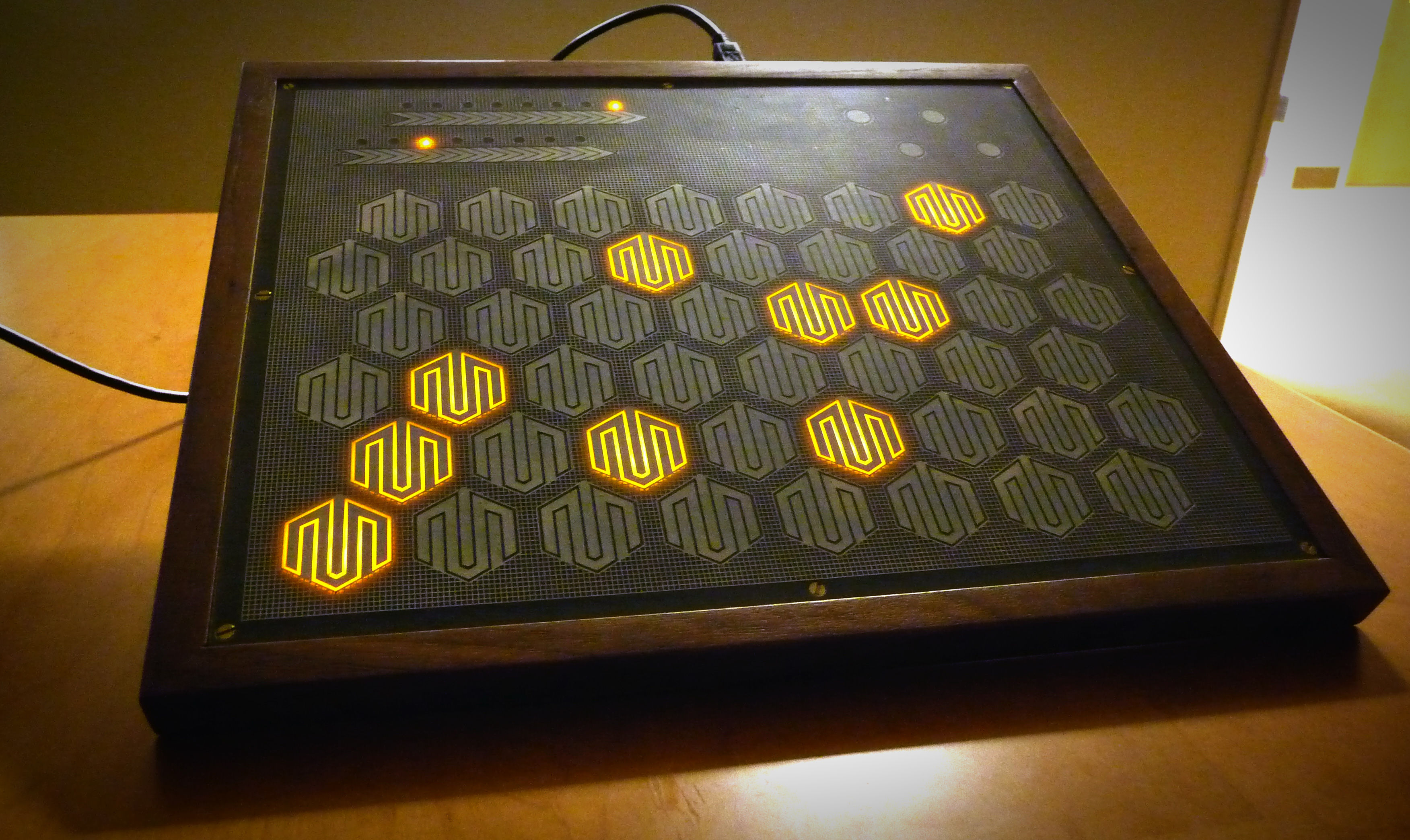
ハニカム状に配置されたセンサーによるMIDIコントローラー。
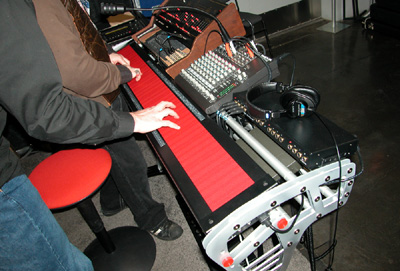
継ぎ目のない鍵盤状のMIDIコントローラー（中央）。横軸、奥行き軸、圧力を検知する。

## 参考資料
- 大坪知樹「音楽をはじめよう! MIDIキーボードを使って快適にMIDIレコーディング(1)」マイコミジャーナル、2007年2月7日。
- Keith Gemmell「MIDI Controllers（英語）」2008年1月2日。